# Achatinella thaanumi
Espèce
Statut de conservation UICN

 EX  : Éteint
Répartition géographique
Achatinella thaanumi est une espèce éteinte d'escargot appartenant au genre Achatinella, et de la famille des Achatinellidae. Cette espèce était endémique d'Oahu, à Hawaï.

## Description
Achatinella thaanumi atteignait une longueur de coquille de 19,1 mm et un diamètre de 11,6 mm. Le diamètre de l'ouverture était de 10,3 mm. La coquille était composée de six spires. La coquille blanche était perforée, gauche, ovoïde-conique, fine mais modérément épaissie. Deux bandes brun chocolat entouraient la coquille au-dessus et en dessous du bord. Les spires embryonnaires étaient blanches, devenant bleu-gris vers l'apex. La surface brillante était marquée de fines lignes de croissance et de rayures spiralées presque estompées. Le rachis était conique, avec des lignes extérieures presque droites et un apex minuscule. La suture présentait un bord étroit. L'ouverture était marquée de fines bandes blanches. Le bord blanc de la bouche était pointu et légèrement épaissi intérieurement. Le pli blanc du rachis était épaissi.

## Répartition
Sa répartition se limitait à un ravin du mont Kaala, dans la région de Waianae, sur l'île d'Oahu.

## Statut
L'espèce n'est connue que par deux spécimens de la collection du malacologue Ditlev Thaanum, décrits par Henry Augustus Pilsbry et Charles Montague Cooke en 1914. Elle s'est éteinte au début du 20e siècle. Les raisons de sa disparition sont inconnues.

## Littérature
- Henry A. Pilsbry und C. Montague Cooke: Manual of Conchology. Structural and Systematic. Band XXII. Achatinellidae. Conchological Department, Philadelphia 1912–1914